# بمبوقاوية
البمبوقاوية (الاسم العلمي: Bombaceae) هي قبيلة من النباتات تتبع فصيلة الخبازية من رتبة الخبازيات.

## أجناس
تضم هذه القبيلة الأجناس التالية:
- بمبوق (الاسم العلمي: دعس) وهو الجنس النمطي لهذه القبيلة
- تبلدي (الاسم العلمي: تبلدي)
- بمبوقياني (الاسم العلمي: بخيرة)
- بومباكس كاذب (الاسم العلمي: Pseudobombax)
- إريوتكا (الاسم العلمي: Eriotheca)
- باشيرا (الاسم العلمي: بخيرة)
- جيرنترا (الاسم العلمي: Gyranthera)
- (الاسم العلمي: Rhodognaphalon)
- (الاسم العلمي: Rhodognaphalopsis)